# Ormberget, Gröndal

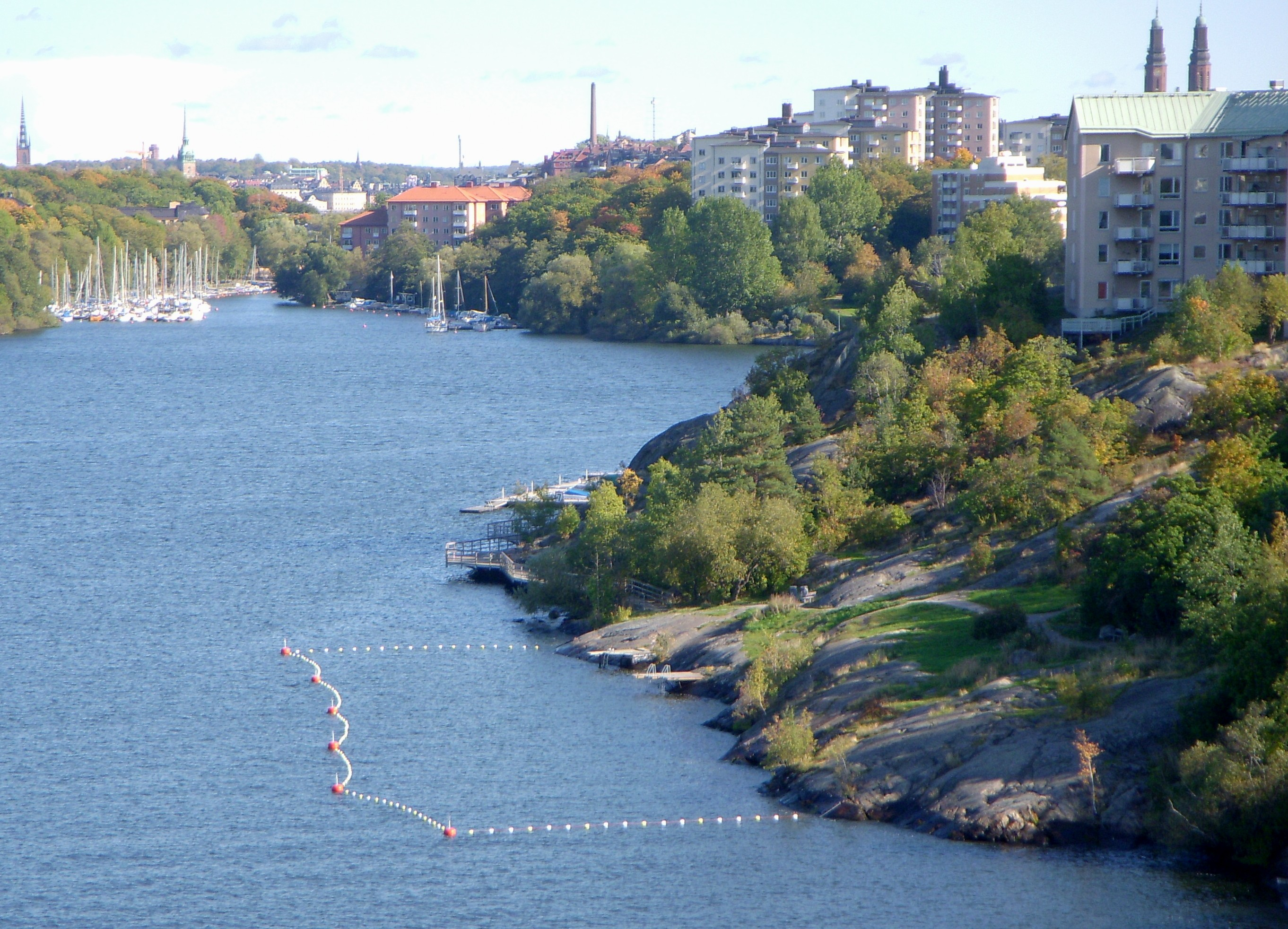
Ormbergets sluttning ner mot Mälaren, vy österut, oktober 2009.

Ormberget är ett berg och ett bostads- och parkområde på norra Gröndal i Stockholm med kulturhistoriskt värdefull bebyggelse från sekelskiftet 1900. Ormbergets högsta punkt ligger 43 meter över Mälaren. Ända fram till 1900-talets början fanns i dalgången mellan Mörtviken och sjön Trekanten (sydväst om Ormberget) en liten insjö med namnet Ormsjön.

## Bebyggelsen

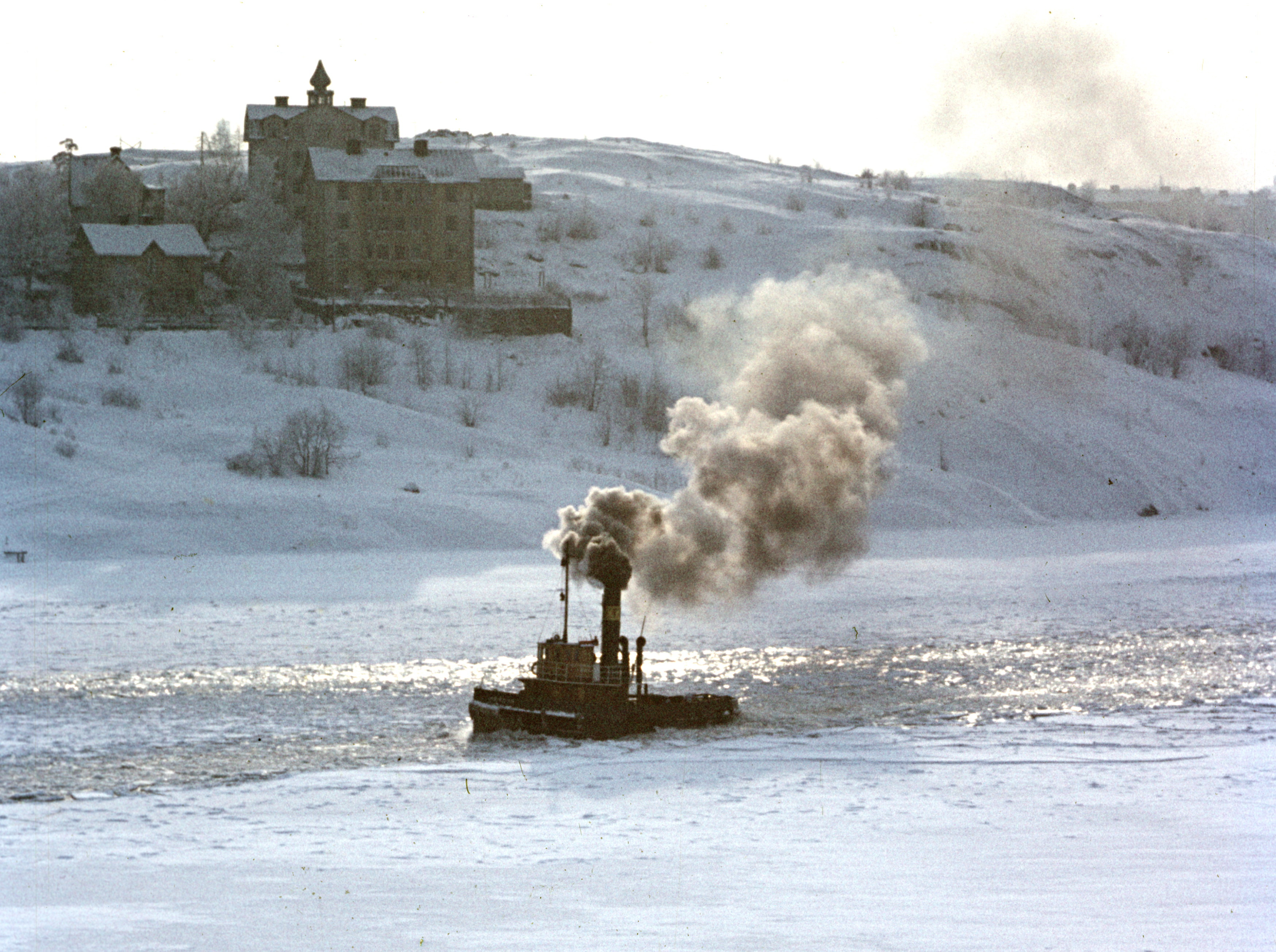
Ormberget och "Villa Utsikten", 1964.

Bostadsbebyggelsen på Ormbergets östra del längs gatan Utkiksbacken och Sjöbjörnsvägen i kvarteren Blocket och Taljan är den enda samlade bebyggelsen som finns bevarad av de vid sekelskiftet 1900 vanliga arbetarbostäderna i Stockholms ytterkant och förstäder. De flesta husen uppfördes som självbyggeri. Virket köptes från Olson & Rosenlunds såg i Hägersten och transporterades med båt på Mälaren till Ormberget och drogs sedan upp av hästar till tomterna. 
Husen är idag kulturhistoriskt värdefulla och ett riksintresse för kulturmiljövården. Husen var rivningshotade på 1970-talet men räddades och är grönmärkta av  Stadsmuseet i Stockholm vilket innebär ”att bebyggelsen har ett högt kulturhistoriskt värde och är särskilt värdefull från historisk, kulturhistorisk, miljömässig eller konstnärlig synpunkt”.
Bakom flera av dem stod Carl J. Forss som både ritade och byggde husen i egen regi, bland dem "Villa Linnéa", "Villa Furuberg" och "Villa Utsikten". Mest känt av husen på Ormberget är "Villa Utsikten" med adressen Utkiksbacken 30. Husets lökkupol har blivit ett  bekant inslag i Stockholms stadsbild och syns från Essingeleden, Lilla Essingen och från sjösidan, Mälaren. Under kupolen ett finns ett rum med ett antal fönster, med en grandios utsikt åt samtliga väderstreck.

## Klippbadet, Gröndal
Väster om bebyggelsen leder en lång trappa ner till en promenadstig som sträcker sig längs Mälaren från Ekensberg i väster till Gröndalshamnen i öster. Här finns även ett klippbad som iordningställdes år 2009. Badet upprustades 2019 med nya trädäck.

## Bilder

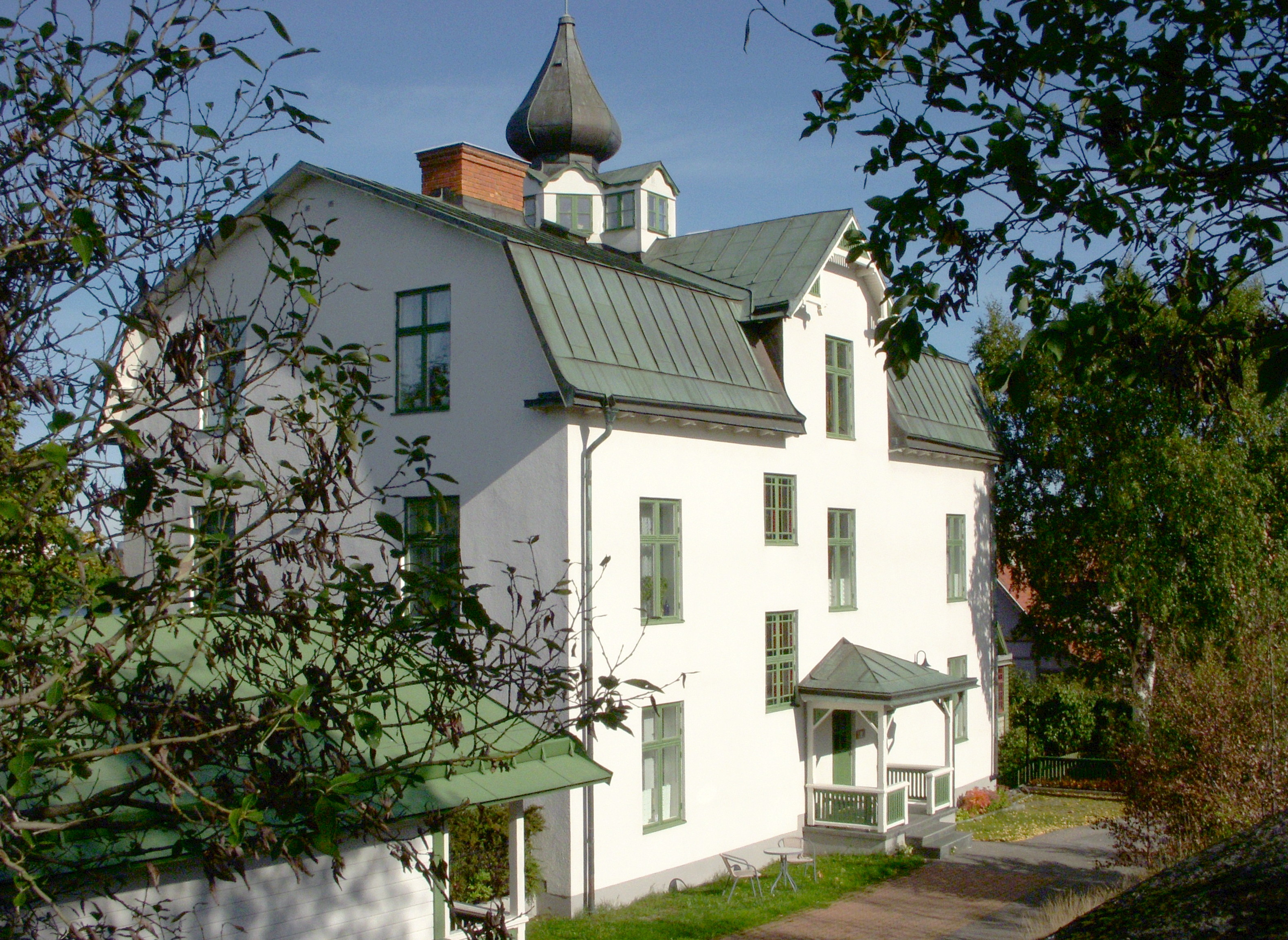
"Villa Utsikten", Utkiksbacken 30.
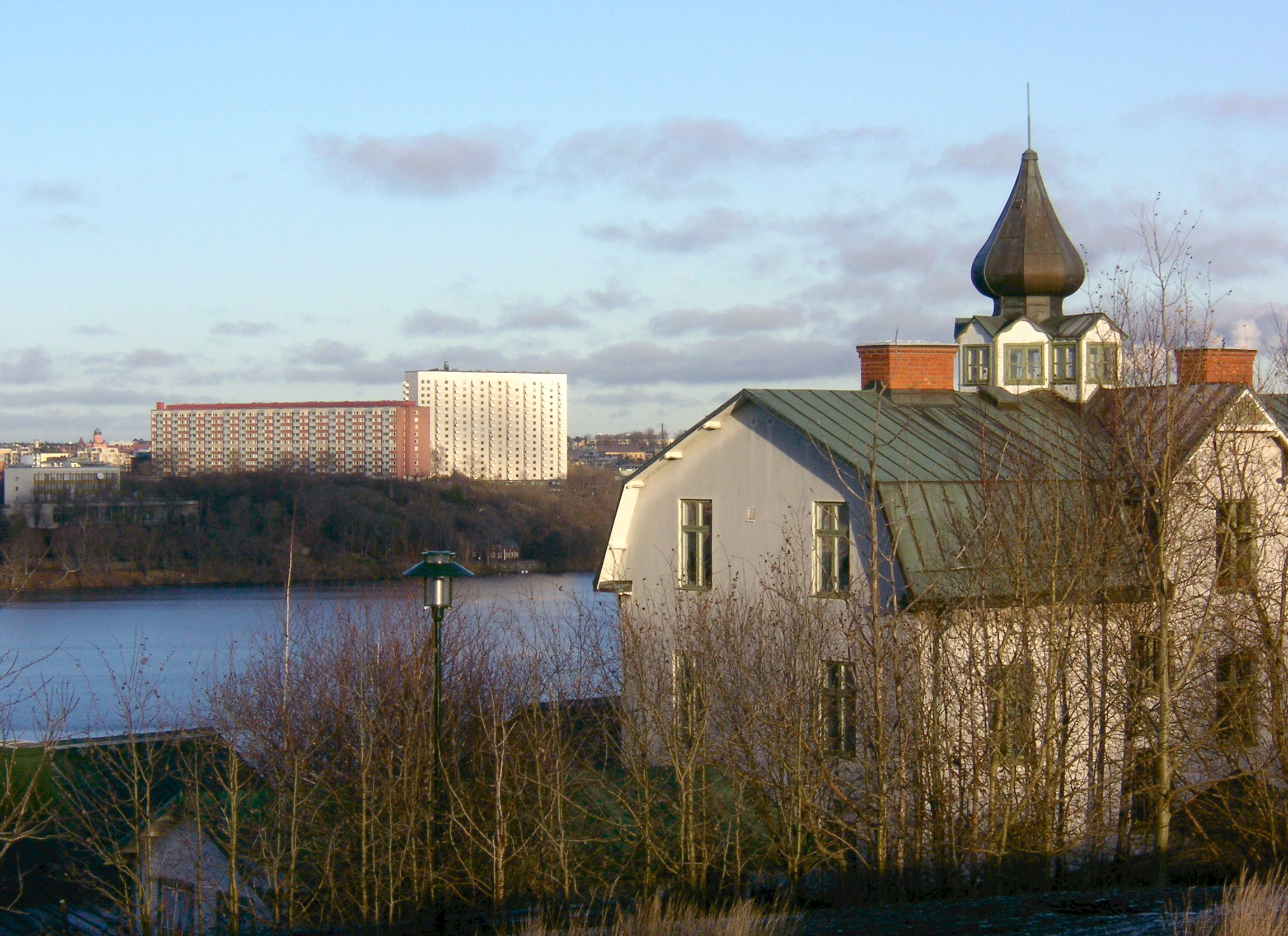
Utsikten från "Villa Utsikten".
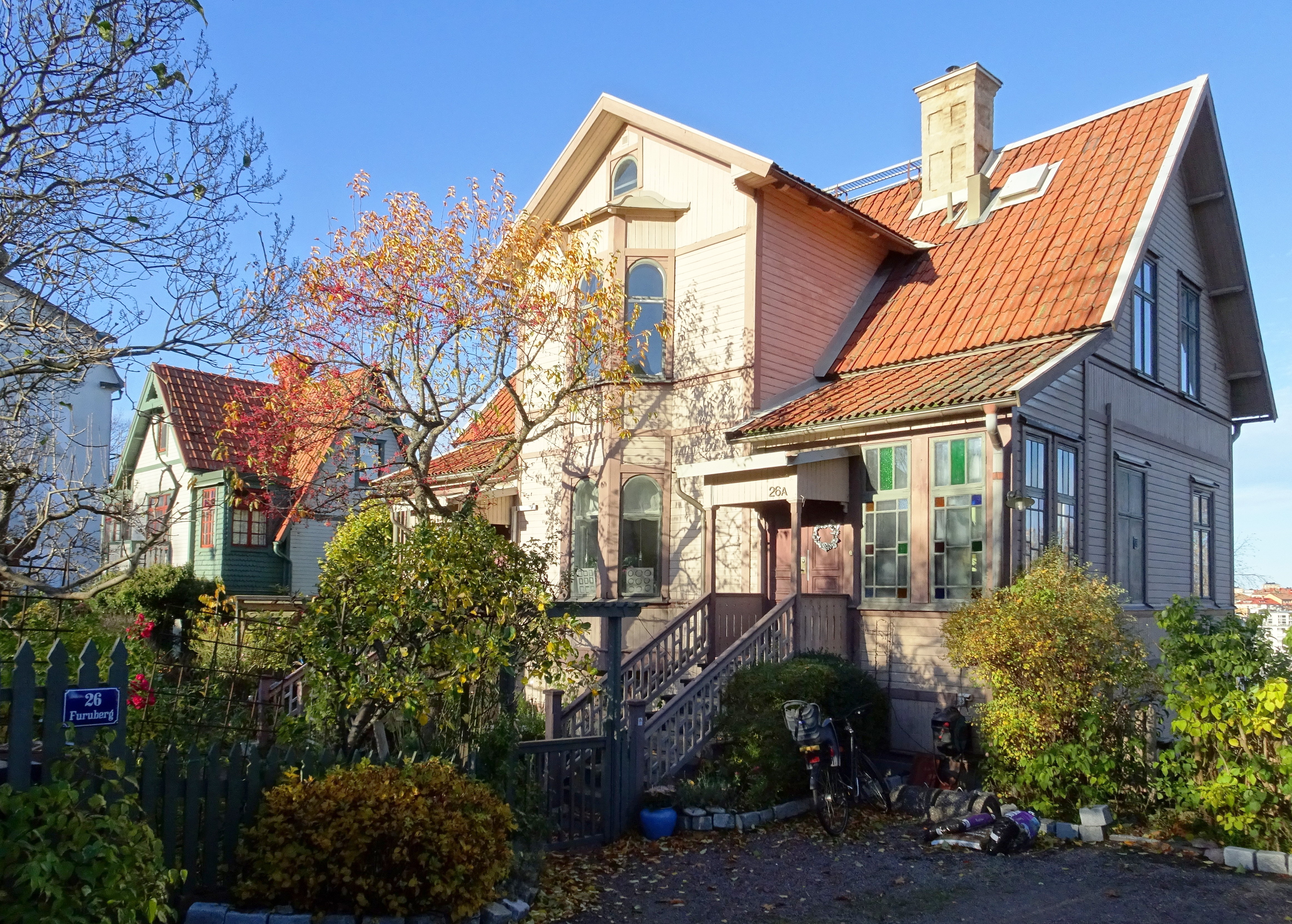
"Villa Furuberg", Utkiksbacken 26.
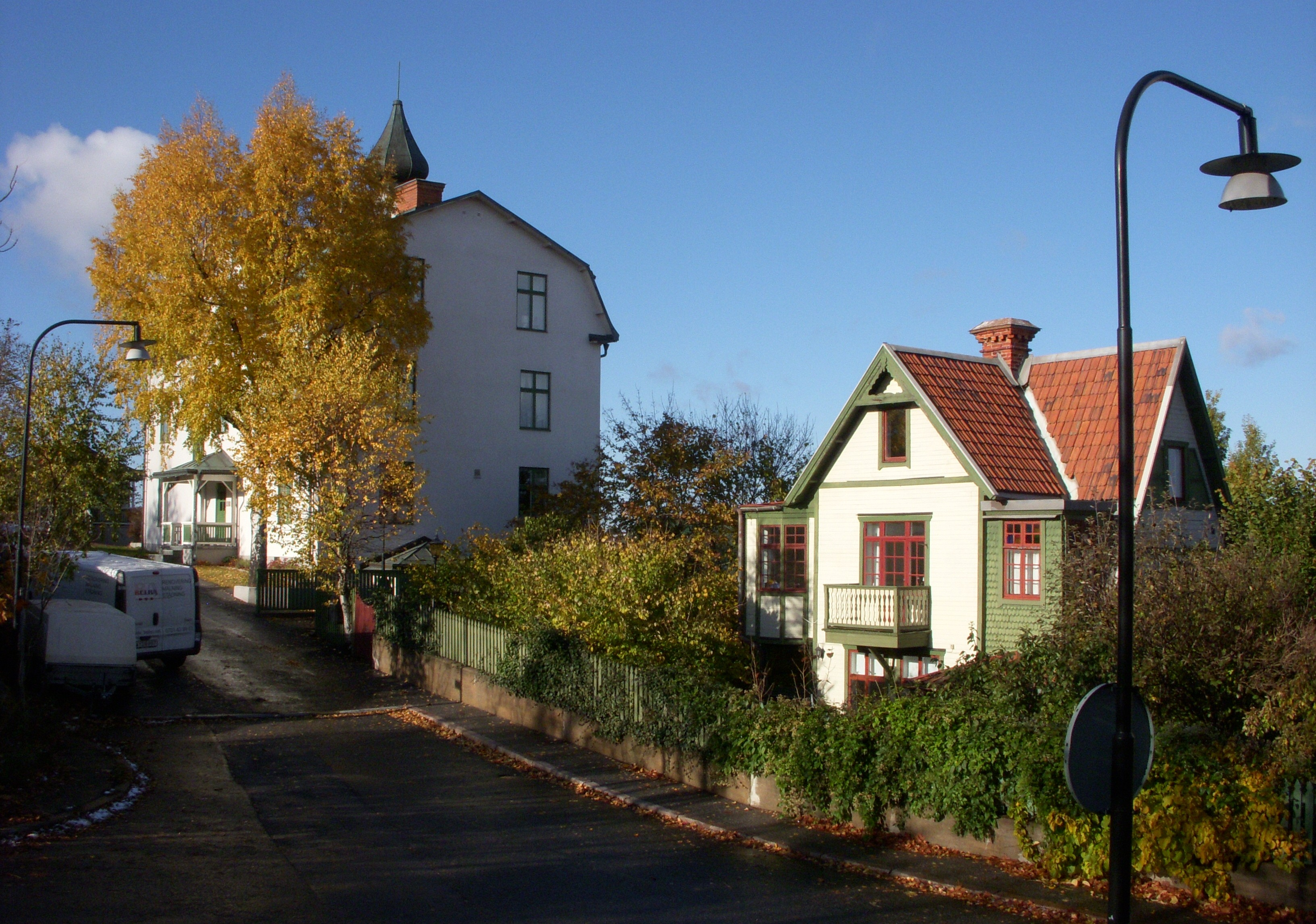
"Villa Utsikten" och "Villa Linnéa", Utkiksbacken 30 och 28.
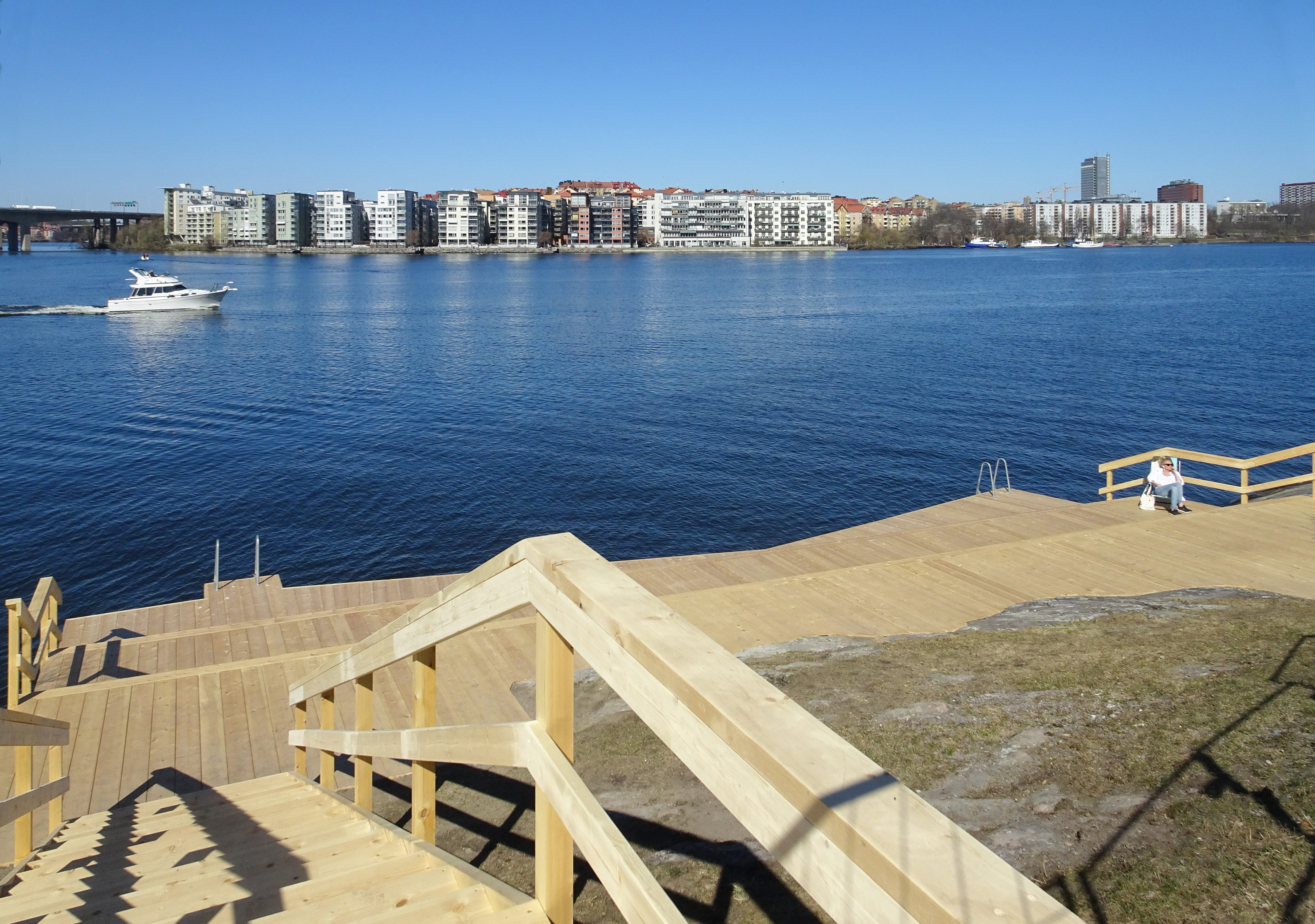
Ormbergets klippbad efter upprustningen 2019.